# Kinlough
Kinlough es una localidad situada en el condado de Leitrim, en Irlanda. Según el censo de 2022, tiene una población de 1196 habitantes.
Está ubicada al norte del país, cerca de la frontera con Irlanda del Norte y de la costa del océano Atlántico.